# Антоний (Махота)
Митрополи́т Анто́ний (укр. Митрополит Антоній, в миру Владисла́в Васи́льевич Махота́ укр. Владислав Васильович Махота; 8 ноября 1966, Слатино, Харьковская область — 23 марта 2021, Хмельницкий) — епископ Православной церкви Украины (2019—2021).
Ранее — архиерей Украинской православной церкви Киевского патриархата, митрополит Хмельницкий и Каменец-Подольский (1997—2018).

## Биография
Родился 8 ноября 1966 года в Слатино, в Золочевском районе Харьковской области в семье партийных руководителей среднего звена. Мать умерла, когда мальчику был год и четыре месяца, в связи с чем первые годы он воспитывался в семье родственников со стороны матери.
В 1983 году окончил среднюю школу в городе Суджа, в Курской области. С 1983 по 1984 году обучался в Харьковском техническом училище по специальности монтажник радиоаппаратуры.
С 1984 по 1991 год учился в Харковском политехническом институте по специальности инженера-механика (с 1984 по 1986 год проходил службу в рядах Советской армии). Пришёл к сознательной вере, посещая Покровский мужской монастырь в Харькове. В это же время поступил на учёбу в духовную семинарию.
27 мая 1991 года в Свято-Троицком храме села Троковичи архиепископом Житомирским и Овручским Иовом (Тывонюком) был хиротонисан во диакона, а 29 мая 1991 года — в сан пресвитера с назначением настоятелем храма Рождества Пресвятой Богородицы села Скураты Житомирской области.
22 апреля 1992 года был награждён набедренником.
В августе 1992 года был назначен настоятелем храма святого великомученика Димитрия в городе Малине и благочинным Малинского округа Житомирской епархии.
1 апреля 1993 года был награждён камилавкой и наперсным крестом.
10 января 1994 года назначен членом епархиального совета при кафедре управляющего Овручско-Коростенской епархией.
В марте 1994 года переехал в Крым, где архиепископом Симферопольским и Крымским Лазарем (Швецом) был назначен ключарём Троицкого кафедрального собора Симферополя.
В 1995 году перешёл в юрисдикцию Украинской православной церкви Киевского патриархата и 24 марта 1995 года был назначен настоятелем прихода святого равноапостольного князя Владимира и Ольги в Симферополе.
18 июля 1996 года был пострижен в монашество с именем Антоний.

### Епископское служение
21 июля 1996 года был хиротонисан во епископа Симферопольского и Крымского (УПЦ КП).
29 октября 1997 года назначается епископом Хмельницким и Каменец-Подольским, управляющим Хмельницкой епархией.
23 января 2004 года был возведён в сан архиепископа, а 23 января 2012 года указом патриарха Филарета (Денисенко) возведён в достоинство митрополита.
15 декабря 2018 года, на Объединительном соборе, вошёл в юрисдикцию Православной церкви Украины и 21 декабря обратился к епископату, пастве и клиру трёх епархий УПЦ МП на Хмельнитчине с воззванием о воссоединении в лоне новообразованной церковной структуры.
Скончался 23 марта 2021 года в Хмельницком от пневмонии, вызванной последствиями от COVID-19.